# Mario Scheiber
Mario Scheiber (Sankt Jakob in Defereggen, 6 maart 1983) is een Oostenrijks voormalig alpineskiër.

## Carrière
Mario Scheiber debuteerde in de wereldbeker in het seizoen 2003-2004 en in het daaropvolgende seizoen behaalde hij voor het eerst een podiumplaats, in Beaver Creek werd hij 3e op de Super G. Hoewel hij al 13 keer een podiumplaats behaalde, slaagde hij er nooit in een wereldbekermanche te winnen.
Bij de junioren werd Scheiber wereldkampioen op de reuzenslalom in 2003, hij pakte toen ook brons op de Super G. Eén jaar eerder veroverde hij de zilveren medaille op de afdaling. In 2003 werd hij ook Oostenrijks kampioen op de Super G.

## Resultaten

### Wereldkampioenschappen
| Jaar | Plaats | Resultaten              |
| ---- | ------ | ----------------------- |
| 2007 | Åre    | 8e Afdaling 11e Super G |

### Olympische Spelen
| Jaar | Plaats    | Resultaten              |
| ---- | --------- | ----------------------- |
| 2010 | Vancouver | 4e Afdaling 20e Super G |

### Wereldbeker

#### Eindklasseringen
| Seizoen   | Algm | AD  | RS  | SG  | SC  |
| --------- | ---- | --- | --- | --- | --- |
| 2004/2005 | 16e  | 8e  | -   | 9e  | 15e |
| 2006/2007 | 9e   | 9e  | 24e | 4e  | 14e |
| 2007/2008 | 21e  | 21e | 33e | 9e  | 30e |
| 2008/2009 | 91e  | 44e | 41e | 33e | -   |
| 2009/2010 | 15e  | 5e  | -   | 5e  | -   |
| 2010/2011 | 31e  | 16e | -   | 18e | -   |
| 2011/2012 | 89e  | 40e | -   | 37e | -   |